# Ignaz Krafft

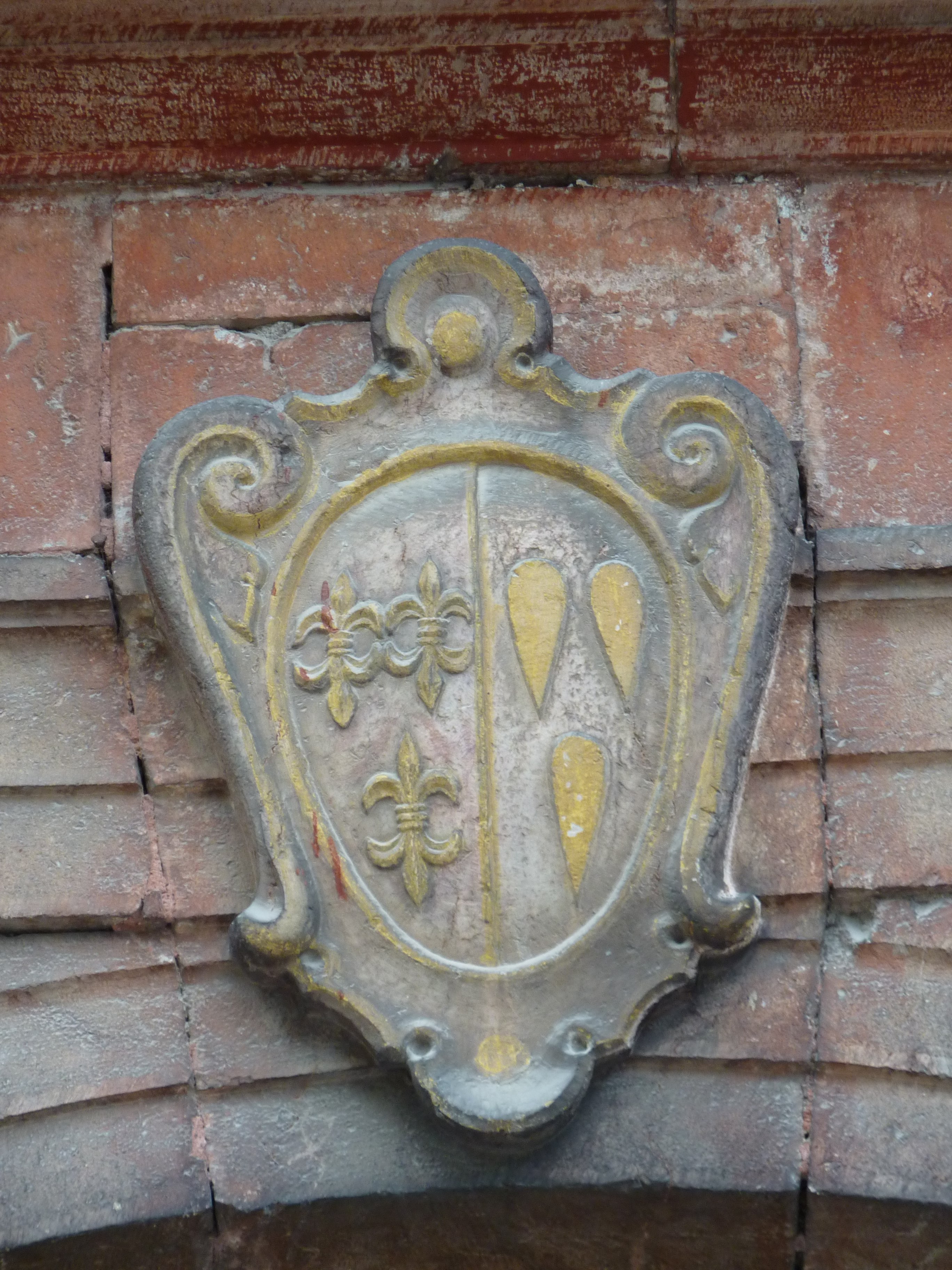
Wappen von Abt Ignaz Krafft über einem Portal im Stift Lilienfeld

Ignaz Krafft (* 1590 in Lammersdorf bei Simmerath; † 29. Juni 1638 in Wien) war Abt der Stifte Neukloster und Lilienfeld.

## Leben
Der vom Niederrhein stammende Ignaz Krafft studierte Philosophie in Graz und Theologie in Rom und wurde 1617 zum Priester geweiht. 1613 in die Zisterzienserabtei Rein eingetreten, wurde er 1618 zum Abt des Stiftes Neukloster gewählt und 1622 von Kaiser Ferdinand II. auf die Abtei Lilienfeld versetzt. 1629 wurde er auch zum Visitator in Niederösterreich und 1635 zum Generalvikar für Österreich ernannt.
In Lilienfeld ließ er einen neuen Gebäudetrakt errichten und die Stiftskirche restaurieren. Außerdem konnte er das Stiftsgebiet vergrößern, indem er die von dem Freiherrn Jörger von Tollet konfiszierten Herrschaften Kreisbach, Araberg und Bergau und die Pfarren Kaumberg und Unterretzbach erwarb. Vielfach war er auch im Auftrag Kaiser Ferdinands, dessen Geheimer Rat er war, in politischen Angelegenheit tätig. 1636 wurde er vom Kaiser mit dem Prädikat „von Tschernikowitz und Lammersdorf“ in den Reichsfreiherrnstand erhoben und 1637 zum Hofkammerpräsidenten ernannt. Er starb 1638 in Wien und wurde in Lilienfeld bestattet. Zu den aus seiner niederrheinischen Heimat nach Lilienfeld geholten Kandidaten gehörte auch sein Nachfolger Cornelius Strauch.